# Gabriel (Pietrow-Szaposznikow)
Gabriel, imię świeckie Pietr Pietrowicz Pietrow-Szaposznikow (ur. 7 maja?/18 maja 1730 w Moskwie, zm. 14 stycznia?/26 stycznia 1801 w Nowogrodzie) – rosyjski biskup prawosławny.

## Życiorys
Urodził się w rodzinie hipodiakona hierarchów Świątobliwego Synodu Rządzącego, a następnie kapłana w cerkwi Świętych Kosmy i Damiana w Moskwie na Kitaj-gorodzie. W 1753 ukończył teologiczne studia wyższe w Akademii Słowiańsko-Łacińskiej, odmówił jednak złożenia ślubów mniszych bezpośrednio po uzyskaniu dyplomu, co sprawiło, że nie mógł zostać zatrudniony jako wykładowca, został jedynie korektorem w drukarni Świętego Synodu. W 1757 ponownie odmówił wstąpienia do monasteru, mimo faktu, iż był człowiekiem głęboko religijnym. Ostatecznie śluby mnisze złożył w 1759, pod silnym wpływem przełożonego Ławry Troicko-Siergijewskiej archimandryty Gedeona, który uzyskał dla niego stanowisko nauczyciela retoryki w seminarium duchownym przy Ławrze. Zgodnie z ówczesnym regulaminem szkoły mogli w niej wykładać jedynie mnisi.
Wkrótce po przyjęciu stanu mniszego i imienia zakonnego Gabriel został wyświęcony na hieromnicha, a następnie wyznaczony na przełożonego Ławry Troicko-Siergijewskiej i rektora prowadzonego przy niej seminarium duchownego. W 1760 lub 1761 był już rektorem Moskiewskiej Akademii Duchownej i przełożonym Monasteru Zaikonospasskiego. 6 grudnia 1763 w soborze Świętych Piotra i Pawła w Petersburgu został wyświęcony na biskupa twerskiego. Jako biskup w szczególności dbał o poziom duchowy życia monastycznego, wspierał działalność mnichów-starców. W 1765 został włączony do sformowanej w Petersburgu komisji ds. reformy szkół duchownych. Od 1769 zasiadał w Świątobliwym Synodzie Rządzącym. Uzyskał dla duchowieństwa zwolnienie od wszelkich kar cielesnych i zaliczenie do osobnej, uprzywilejowanej klasy społecznej. Angażował się w organizację działalności misyjnej wśród staroobrzędowców. Prowadził szeroką działalność dobroczynną i wbrew panującej w Petersburgu, w wyższych kręgach cerkiewnych, atmosferze starał się prowadzić ascetyczny tryb życia.
W 1770 objął urząd arcybiskupa petersburskiego i rewelskiego oraz honorowego przełożonego Ławry św. Aleksandra Newskiego. W 1775 jego tytuł uległ zmianie na arcybiskup nowogrodzki i petersburski. W tym samym roku nakazał zgromadzić wszystkie zachowane w eparchii księgi liturgiczne sprzed XVII w. W 1783 otrzymał godność metropolity.
Inicjator misji prawosławnej na Alasce, w czasie której mnisi z Monasteru Wałaamskiego (Herman, Juwenaliusz, Joazaf i Makary) rozpoczęli nawracanie rdzennej ludności Alaski.
W 1799, po rozdzieleniu eparchii petersburskiej i nowogrodzkiej, został ordynariuszem eparchii nowogrodzkiej i ołonieckiej. W roku następnym odszedł w stan spoczynku, z prawem dalszego zamieszkiwania w rezydencji biskupów nowogrodzkich. W 1801 zmarł. Został pochowany w soborze Mądrości Bożej w Nowogrodzie, w kaplicy św. Jana Chrzciciela.
Współcześni opisywali go jako człowieka mądrego, doświadczonego, władającego kilkoma językami europejskimi, biegłego w filozofii i teologii. Przypisywano mu także dar przewidywania przyszłości. Według tradycji Cerkwi w I poł. XIX w czasie przebudowy soboru w Nowogrodzie stwierdzono, że jego ciało nie uległo rozkładowi, zaś przy grobie miały miejsce uzdrowienia.
Jego starszy brat Wasilij, po wstąpieniu do monasteru Warłaam, był metropolitą tobolskim i syberyjskim.